# Ахинфул, Августин
Августин Ахинфул (родился 30 ноября 1974 в Аккре) — ганский футболист, последним клубом которого был «Анкарагюджю» из турецкой Суперлиги.

## Клубная карьера
Ахинфул начал свою игровую карьеру в клубе «Ашанти Голд» из города Обуаси. В 1992 году он дебютировал в ганской Премьер-лиге. В сезоне 1992/93 он стал лучшим бомбардиром чемпионата.
Летом 1993 года он уехал в Германию и присоединился к «Боруссия Дортмунд». Не пробившись в состав первой команды «Боруссии», он играл только за резервы. В начале 1994 года он присоединился к швейцарскому «Грассхопперу». Летом того же года он был сдан в двухлетнюю аренду в клуб второго дивизиона, «Кринс». В 1996 году он вернулся в «Грассхоппер», который в 1998 году одержал победу в чемпионате Швейцарии.
В 1998 году Ахинфул подписал контракт с португальской командой «Униан Лейрия». За полгода он забил 6 голов и зимой 1999 года отправился в аренду в итальянскую «Венецию», где сыграл три матча в Серии А. Летом 1999 года он вернулся в Португалию и отыграл сезон в «Боавиште».
В 2000 году Ахинфул покинул «Боавишту» и перешёл в турецкий «Анкарагюджю». В клубе он дебютировал 4 февраля 2001 года в выездном матче против «Коджаэлиспора», который закончился разгромным поражением со счётом 0:4. В «Анкарагюджю» он играл в течение трёх лет и за это время забил 42 гола в чемпионате Турции.
В 2003 году Ахинфул перешёл в «Трабзонспор», где дебютировал 9 августа 2003 года в матче с «Коньяспором» (3:3). В 2004 году «Трабзонспор» занял второе место в чемпионате и выиграл кубок Турции по футболу. В сезоне 2004/05 он также стал вице-чемпионом страны, но в течение сезона вернулся в «Анкарагюджю». Он играл там до 2008 года, когда и завершил карьеру игрока.

## Карьера в сборной
Ахинфул дебютировал в сборной Ганы в 1994 году. В 1996 году он играл на Олимпиаде в Атланте. В 2000 году он был вызван в сборную на Кубок африканских наций. На этом турнире он сыграл 2 матча: против Камеруна (1:1) и Кот-д’Ивуара (0:2). В сборной он играл до 2003 года.
Ахинфул также играл в молодёжных сборных Ганы. В 1993 году вместе с командой до 20 лет он занял второе место на чемпионате мира.